# Cryptococcus
Cryptococcus Vuill. – rodzaj grzybów z rodziny trzęsakowatych (Tremellaceae). Występują również w Polsce.

## Charakterystyka
Grzyby mikroskopijne, przedstawiciele drożdży podstawkowych. Wytwarzają blastospory i rozmnażają się przez wielobiegunowe pączkowanie. Większość szczepów posiada polisacharydową otoczkę. Do tego rodzaju należy chorobotwórczy dla człowieka Cryptococcus neoformans.

## Systematyka i nazewnictwo
Pozycja w klasyfikacji według Index Fungorum: Tremellaceae, Tremellales, Incertae sedis, Tremellomycetes, Agaricomycotina, Basidiomycota, Fungi.
Takson utworzył w 1901 r. Jean Paul Vuillemin. Synonimy naukowe: Atelosaccharomyces Beurm. & Gougerot, Cryptococcus Kütz., Dioszegia Zsolt, Naganishia Goto.
We wcześniejszych klasyfikacjach rodzaj ten był umieszczany w klasie Saccharomycetes, a później włączany był do rodziny Filobasidiaceae w klasie podstawczaków (Basidiomycota).
Gatunki występujące w Polsce:
- Cryptococcus lactis (Adametz) Nann. 1934
- Cryptococcus neoformans (San Felice) Vuill. 1901
- Cryptococcus tephrensis Vishniac 2002[6]

Nazwy naukowe na podstawie Index Fungorum. Wykaz gatunków według W. Mułenki i in..
Jeszcze na przełomie XX i XXI wieku badania genetyczne wykazały, że część gatunków zaliczanych wówczas do rodzaju Cryptococcus w rzeczywistości jest słabo spokrewnione i należy do kilku rzędów podstawczaków.